# Simyra conspersa
Simyra conspersa là một loài bướm đêm trong họ Noctuidae.